# Fire Phone

Logo du Fire Phone

Le Fire Phone est un smartphone, développé par la société américaine Amazon et fabriqué par Foxconn. Sa commercialisation a débuté le 25 juillet 2014, après avoir été disponible en précommande à partir du 18 juin. Il fonctionne sous le système d'exploitation Fire OS (version 4.6) et possède un écran 3D. En septembre 2015, après plusieurs importantes baisses de prix,, Amazon annonce la fin de la commercialisation du téléphone après l'épuisement des stocks. Très critiqué dès sa sortie, ce fut un véritable échec commercial.